# Манро, Гвен
Гвен Манро (англ. Gwen Munro, имя при рождении Гвендолин Мина Монро (англ. Gwendolyn Mina Munro), также Венди Манро (англ. Wendy Munro), род. 30 ноября 1913, Хобарт, Тасмания, Австралия — 6 апреля 1970, Батон-Руж, Луизиана, США) — австралийская актриса, наиболее известная по роли в фильме Сирота пустыни.

## Биография
Гвен получила образование в Швейцарии и окончила школу в Париже. Её карьера началась с конкурса «В поисках красоты», проведенного Paramount в 1934 году. Она выиграла соревнования в Новом Южном Уэльсе, а затем и всеавстралийский титул. Позже, в Лос-Анджелесе, она попробовала себя в роли актрисы на съёмочной площадке Paramount в Голливуде. Далее ей предложили роль в театре в Пасадене в постановке Дорогой Билл Джима Уорвика. После конкурса фильма В поисках красоты она гастролировала по Калифорнии. Её следующая поездка была по Новой Зеландии с компанией Дж. К. Уиллиамсона «Ветер и Дождь».
Первым настоящим шансом проявить себя как актрису для неё стала главная роль в фильме Сирота пустыни. Её красота и предыдущий успех привели к тому, что её появление в фильме получило широкую огласку в местных СМИ. Во время съёмок Манро заболела, а позже упала во время выполнения трюка, из-за чего производство задержалось. Несмотря на это, Кен Дж. Холл в будущем возьмёт её играть в фильме Пусть Это Сделает Джордж.
В 1939 Гвен вышла замуж за Хьюберта Фрэнсиса Мидоуса из Сиднея в церкви Святого Иоанна в Канберре.

## Фильмография
- В поисках красоты (1934) — победительница конкурса
- Сирота Пустыни (1936) — Марго
- Сокровище Тайфуна (1938) — Джин Робертс
- Пусть Это Сделает Джордж (1939) — Молли